# Parafia św. Barbary w Warszawie
Parafia św. Barbary w Warszawie – parafia rzymskokatolicka należąca do dekanatu śródmiejskiego, archidiecezji warszawskiej, metropolii warszawskiej Kościoła katolickiego, w dzielnicy Śródmieście, w Warszawie. Obsługiwana przez księży archidiecezjalnych.

## Historia
Początki parafii sięgają roku 1781, kiedy to na terenie należącego do księży misjonarzy Cmentarza Świętokrzyskiego wzniesiono niewielką kaplicę cmentarną pod wezwaniem św. Barbary. Jej przebudowana bryła przetrwała do czasów współczesnych. Cmentarz funkcjonował do 1836 roku, kiedy to władze carskie zakazały dalszych pochówków z powodów sanitarnych (m.in. wysoki poziom wód gruntowych).
Parafia została erygowana 1 września 1866 roku poprzez wydzielenie z parafii Świętego Krzyża. Kaplica cmentarna św. Barbary została wówczas tymczasowo przekształcona w kościół parafialny. Dynamiczny rozwój urbanistyczny Warszawy, a zwłaszcza bliskość linii kolei warszawsko-wiedeńskiej i związanych z nią zakładów przemysłowych, sprawił, że liczba wiernych w nowo powstałej parafii szybko wzrosła, a dotychczasowa świątynia okazała się zbyt mała.
W 1883 roku, z inicjatywy ówczesnego proboszcza ks. Władysława Seroczyńskiego, rozpoczęto budowę nowej świątyni – Kościoła pw. św. Apostołów Piotra i Pawła według projektu architekta Józefa Dziekońskiego. 28 czerwca tego samego roku odbyła się uroczystość poświęcenia fundamentów i wmurowania kamienia węgielnego przez arcybiskupa warszawskiego Wincentego Popiela. Budowę zakończono w 1886 roku, a 29 czerwca dokonano konsekracji świątyni.
W tym samym okresie, przy obecnej ul. św. Barbary, powstała również neogotycka kaplica-mauzoleum rodziny Przeździeckich, zaprojektowana przez Jerzego Wernera. Wyposażenie wnętrza kościoła obejmowało m.in. marmurowy ołtarz główny, ambonę i chrzcielnicę oraz polichromię wykonaną w technice sgraffito z elementami złoconymi.
Od 1906 roku funkcję proboszcza pełnił biskup pomocniczy warszawski Władysław Szcześniak. Po jego śmierci w 1926 roku proboszczem został ks. Jerzy Gautier, który kontynuował rozbudowę i restaurację świątyni.

## Powstanie warszawskie
W czasie II wojny światowej kościół został częściowo zniszczony w wyniku wybuchu składu amunicji we wrześniu 1939 roku. W trakcie powstania warszawskiego teren wokół świątyni – położonej w sąsiedztwie Dworca Głównego i Politechniki Warszawskiej – stał się miejscem jednych z najcięższych walk w Śródmieściu. W sierpniu 1944 roku rejon kościoła był punktem strategicznym i miejscem starć między oddziałami powstańczymi a niemieckimi. Świątynia została uszkodzona od ostrzału artyleryjskiego i bombardowań. Do dziś na parkanie otaczającym teren parafii widoczne są ślady po kulach i odłamkach.
Po upadku powstania, wypędzeniu mieszkańców i duchowieństwa, Niemcy zaminowali ruiny kościoła na wysokości fundamentów i wysadzili budowlę w powietrze. Zniszczenia były całkowite i wyjątkowo dotkliwe, nawet na tle ogólnego zburzenia Warszawy. Ocalały jedynie fragmenty murów piwnicznych, niewielkie resztki ołtarza głównego, figura św. Franciszka z Asyżu oraz rzeźba Chrystus i jawnogrzesznica autorstwa Ludwika Pyrowicza, a także ukryte wcześniej w podziemiach zabytkowe obrazy m.in. Matki Bożej Częstochowskiej i Matki Bożej Nieustającej Pomocy. Zniszczona została także kaplica-mauzoleum Przeździeckich, znajdująca się na tyłach świątyni.

## Odbudowa
Odbudowę rozpoczęto w 1946 roku według projektu architekta Stanisława Marzyńskiego. Prace prowadzono etapami. W 1948 roku ukończono pierwszą część budowli, którą poświęcił biskup Zygmunt Choromański. Całość zasadniczej bryły kościoła została ukończona i poświęcona 17 listopada 1957 roku przez prymasa Polski, kardynała Stefana Wyszyńskiego. Natomiast kopuła – inspirowana florentyńską – ukończona została w latach 70. XX w.
Równolegle odbudowano także dawną kaplicę św. Barbary, natomiast zrujnowaną kaplicę Przeździeckich rozebrano, a zachowane elementy przeniesiono na Cmentarz Bródnowski, gdzie wykorzystano je przy budowie nowego kościoła pw. Matki Bożej Częstochowskiej. Jednym z elementów zachowanych we wnętrzu obecnej świątyni jest rzeźba tzw. „Anioła Smutku–Śmierci” pochodząca z pierwotnego mauzoleum.
Odbudowa zakończyła się konsekracją świątyni, której dokonał kardynał Stefan Wyszyński, Prymas Polski,  w dniu 4 października 1979 r.

## Wnętrze i wyposażenie współczesne[5]
Świątynia jest trójnawowa z transeptem i ośmioboczną kopułą osadzoną nad skrzyżowaniem naw. Elewację frontową uzupełniają dwie dzwonnice. Bryła jest spójna lecz znacząco różna od przedwojennej, głównie ze względu na konieczność adaptacji do powojennych realiów urbanistycznych i architektonicznych.
We wnętrzu szczególną uwagę przyciągają następujące elementy wyposażenia:
- barokowo‑rokokowe ołtarze – główny pochodzący z około 1900 roku autorstwa Jerzego Wernera, mocno uszkodzony podczas powstania, oraz ołtarze boczne;
- dawne elementy, które przetrwały zniszczenia wojenne: figura św. Franciszka z Asyżu, obrazy Matki Bożej Częstochowskiej i Matki Bożej Nieustającej Pomocy oraz rzeźba „Anioła Smutku–Śmierci”;
- zawieszony nad prezbiterium zabytkowy krzyż z XVI w.

W latach 90. XX wieku przystąpiono do konsekwentnego i przemyślanego upiększania świątyni. Głównym celem proboszcza ks. Stefana Kośnika było, aby wystrój kościoła stanowił swoistą katechezę – pomoc wiernym w zbliżeniu się do Boga poprzez czytelne znaki obecne we wnętrzu.
W głównym ołtarzu umieszczono ceramiczną mozaikę autorstwa Wojciecha Łoskota, ukazującą niebo – cel, do którego zmierza każdy chrześcijanin. W centralnej, pionowej osi kompozycji znajduje się Trójca Przenajświętsza, poniżej znak Eucharystii. Trójcę otaczają aniołowie, a niżej — święci Piotr i Paweł, patroni parafii. Znak Eucharystii adorowany jest przez dwóch aniołów. Całość niesie przesłanie: na ziemi Chrystus pozostawił siebie w Eucharystii, aby przez nią prowadzić wiernych do nieba.
Na ścianie oddzielającej prezbiterium od nawy głównej umieszczono wizerunki św. Stanisława biskupa i męczennika – patrona archidiecezji warszawskiej, oraz św. Andrzeja Boboli – patrona Metropolii Warszawskiej. Obrazy wykonał Lech Grześkiewicz wraz z synem Piotrem.
W oknach świątyni znajdują się witraże przedstawiające 24 świętych i błogosławionych Polaków wyniesionych na ołtarze przez Jana Pawła II w pierwszych 20 latach jego pontyfikatu. Witraże wykonała pracownia Mysiakowskich z Gliwic.
Pod kopułą świątyni umieszczono postaci 8 polskich świętych i błogosławionych, symbolizujących Osiem Błogosławieństw. Projekt mozaik stworzyła Barbara Bielińska, a wykonał je w ceramice Przemysław Górek. Przesłanie tej kompozycji ma zachęcać wiernych do realizacji ewangelicznego Kazania na Górze i ukazywać, że świętość jest możliwa do osiągnięcia.
Wzdłuż ścian rozmieszczono stacje Drogi Krzyżowej, również wykonane w mozaice przez L. i P. Grześkiewiczów. Drogę krzyżową erygował 10 marca 2000 r. Prymas Polski kard. Józef Glemp. Pod obrazami umieszczono napisy inspirowane Drogą Krzyżową wyrytą przez Stefana Kardynała Wyszyńskiego w celi klasztoru w Stoczku Warmińskim.
Pod chórem znalazły się podobizny dwóch wyniesionych na ołtarze: świętego papieża Jana Pawła II i błogosławionego Stefana Kardynała Wyszyńskiego. Ich wizerunki znajdują się także w kaplicy Matki Bożej Częstochowskiej. W oknie tej kaplicy umieszczono witraż przedstawiający homagium składane przez Prymasa Wyszyńskiego Janowi Pawłowi II. Witraż został pobłogosławiony przez nuncjusza apostolskiego abp. Józefa Kowalczyka 30 maja 1999 r.
Ostatnim akcentem katechetycznego wystroju jest mozaika nad głównymi drzwiami świątyni, ukazująca scenę z pierwszej pielgrzymki papieża Jana Pawła II do Polski – Mszę św. na Placu Zwycięstwa (dziś pl. Piłsudskiego) w 1979 roku i słowa: „Niech zstąpi Duch Twój i odnowi oblicze ziemi. Tej ziemi!”. Przypomina ona każdemu wychodzącemu ze świątyni o misji odnowy świata w codziennym życiu.
W latach 1998—2001 firma Janusza Kamińskiego zbudowała – uchodzące za jedne z najlepszych w kraju – organy poświęcone w dniu 4 czerwca 2001 r. przez J. Em. Kardynała Józefa Glempa Prymasa Polski.
Obok świątyni znajduje się również klasycystyczna kaplica cmentarna św. Barbary, pozostałość po dawnym Cmentarzu Świętokrzyskim – najstarszy element całego zespołu sakralnego na tym terenie.

## Proboszczowie
- Adam Wyrzykowski
- Władysław Seroczyński
- Władysław Szcześniak
- Jerzy Gautier[1]
- Antoni Szlagowski
- Michał Wojewódzki
- Antoni Kitliński
- Stefan Kośnik 1981-2006[7][5]
- Zbigniew Maciej Szymański
- Tomasz Zaperty